# París Tombuctú
París Tombuctú è un film del 1999 diretto da Luis García Berlanga.